# Bílý rybník (Kost)
Bílý rybník je rybník o rozloze vodní plochy 4,18 ha nalézající se na říčce Klenice na katastru vesnice Podkost v okrese Jičín. Rybník leží u hradu Kost. Podél rybníka vedou červená, modrá a zelená turistická značka vedoucí na hrad Kost. Pod hrází rybníka se nalézají zbytky mlýna.
Rybník je součástí rybniční soustavy nalézající se mezi Střehomí a hradem Kost sestávající z  Oborského rybníka, Bílého rybníka, Černého rybníka  a rybníka Partoťák využívané pro chov ryb.
Název je odvozen od barvy vody, jejíž příznačně bílá barva podobná bílé kávě je dána jílovitým podložím. Toto zabarvení je patrné především v období, kdy ještě nejsou aktivní vodní řasy a vodu příliš neředí přítoky z okolních lesů.

## Galerie

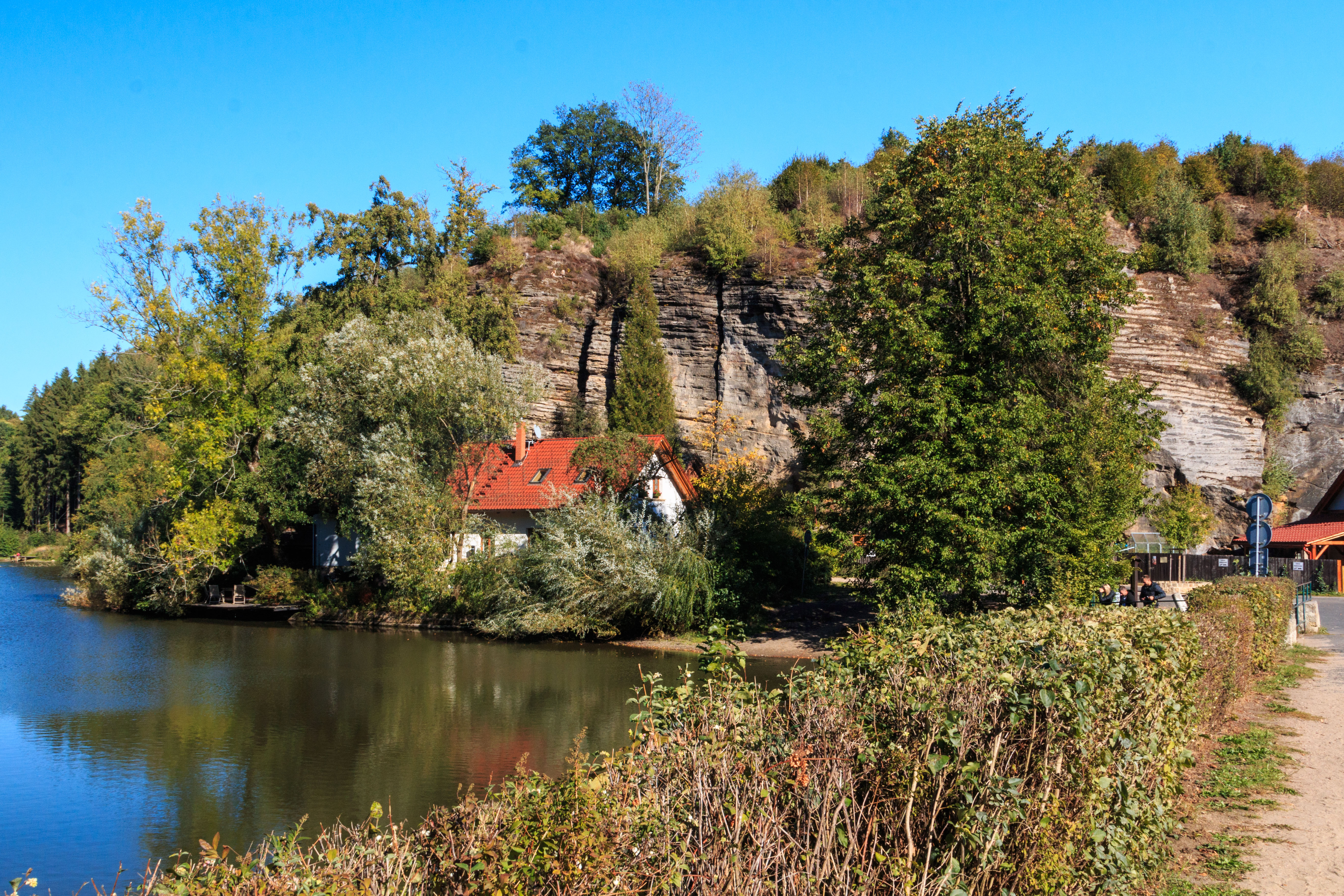
pohled na Bílý rybník v údolí Plakánek
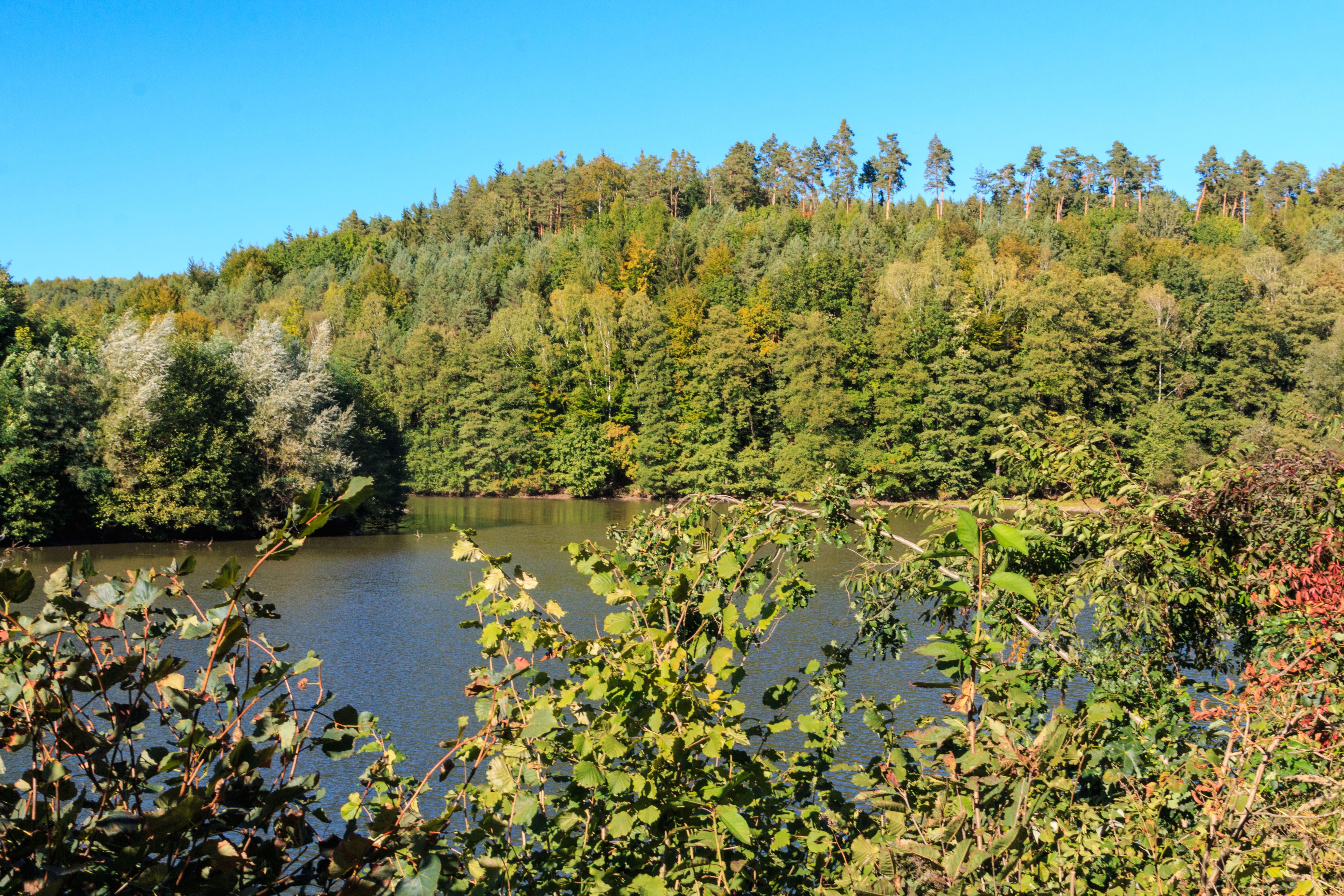
pohled na Bílý rybník v údolí Plakánek
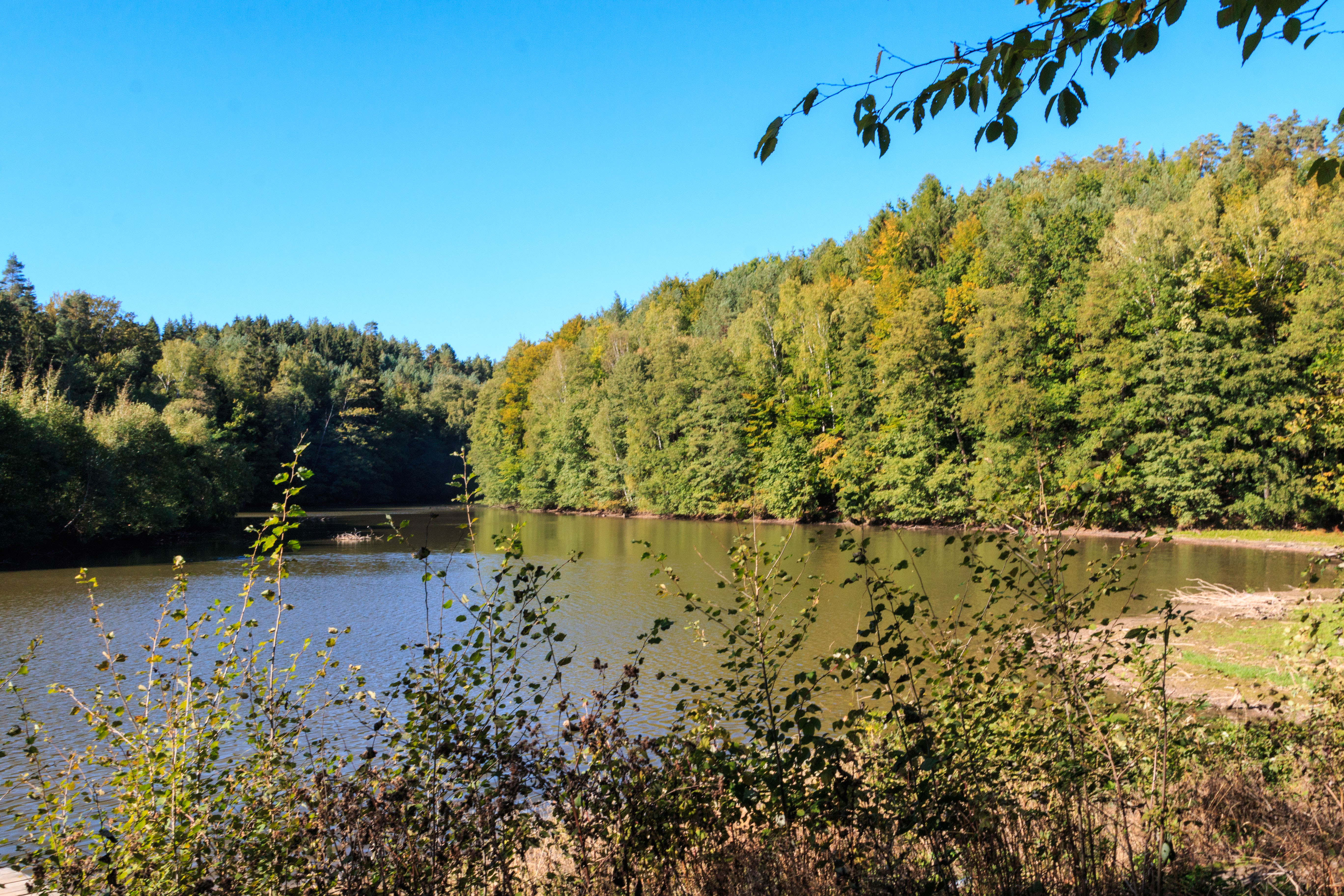
pohled na Bílý rybník v údolí Plakánek
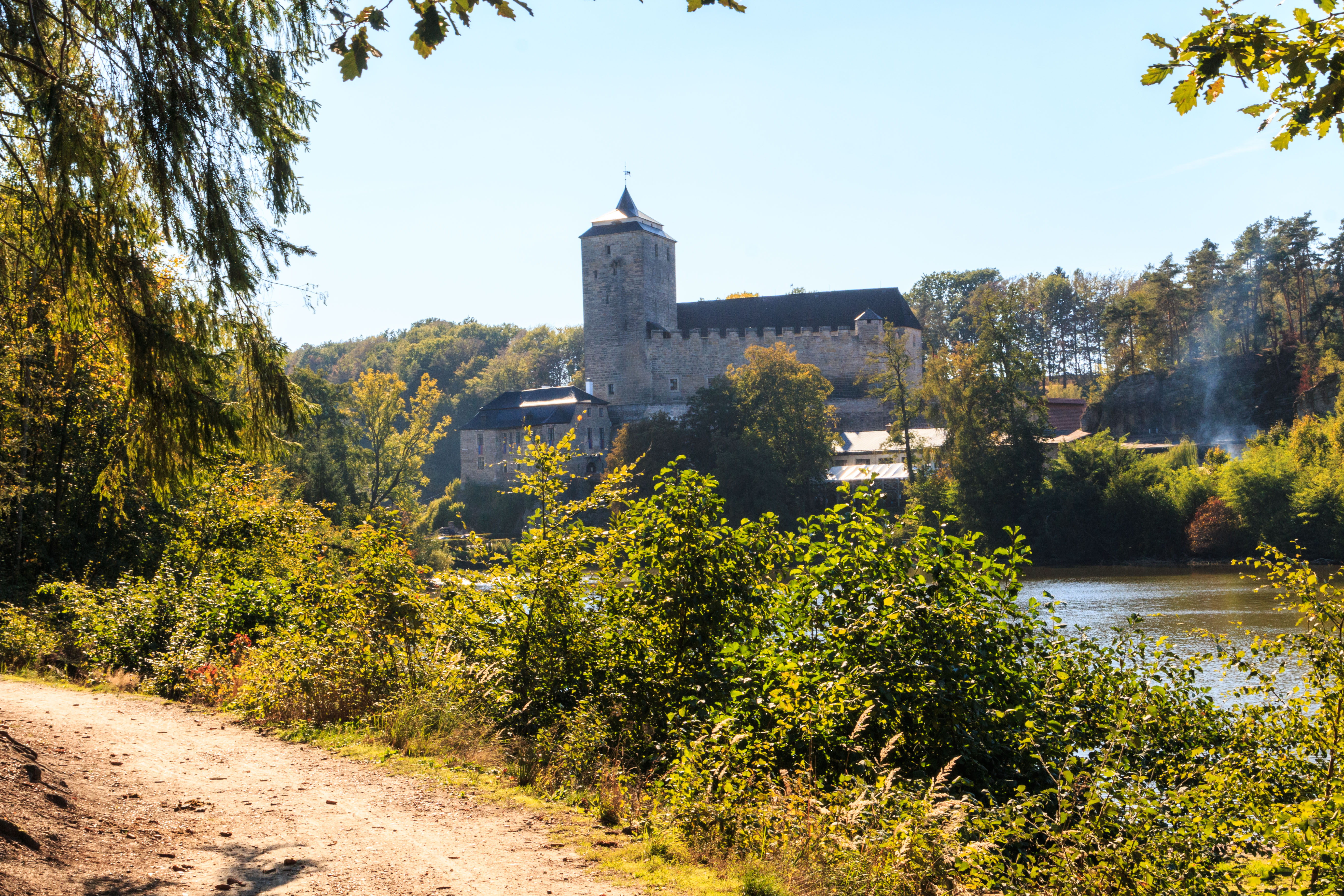
pohled na Bílý rybník v údolí Plakánek